# Ladusjön
Ladusjön är en sjö i Umeå kommun i Västerbotten och ingår i Sävarån-Tavelåns kustområde.